# Archiwa Historyczne Węgierskiego Bezpieczeństwa Państwowego
Archiwa Historyczne Węgierskiego Bezpieczeństwa Państwowego (węg. Állambiztonsági Szolgálatok Történeti Levéltára – ÁBTL, ang. Historical Archives of the Hungarian State Security) zostały powołane w 1997 pod nazwą Biura Historycznego, któremu zmieniono nazwę w 2004 do obecnej mocą ustawy nr III z 2003 mającej na celu zabezpieczenie i zachowanie dokumentów organizacji bezpieczeństwa państwa w okresie od 21 grudnia 1944 do 14 lutego 1990, m.in. Urzędu Bezpieczeństwa Państwa (Államvédelmi Hatóság – ÁVH) (1945–1956). 